# Paul Grévy
Pour les articles homonymes, voir Grévy.
Paul Louis Jules Grévy est un général et homme politique français né le 5 septembre 1820 à Mont-sous-Vaudrey (Jura) et décédé le 3 mai 1914 à Paris 8e.

## Biographie
Frère de Jules Grévy et d'Albert Grévy, Paul Louis Jules Grévy  entre à l'École polytechnique en 1841 et en sort officier d'artillerie. Il mène une carrière militaire qui l'amène en tant que colonel du 26e régiment d'artillerie en 1872 puis au grade de général de brigade en 1875. Il prend sa retraite en 1885 avec le grade de général de division. 
Il entre en politique en 1880, en étant élu sénateur du Jura. Il s'occupe exclusivement des affaires militaires, et est vice-président de la commission de l'Armée de 1891 à 1905. En 1906, il ne se représente pas.
Il décède à Paris 8e le 3 mai 1914.

## Sources
- « Paul Grévy », dans Adolphe Robert et Gaston Cougny, Dictionnaire des parlementaires français, Edgar Bourloton, 1889-1891 [détail de l’édition]
- « Paul Grévy », dans le Dictionnaire des parlementaires français (1889-1940), sous la direction de Jean Jolly, PUF, 1960 [détail de l’édition]